# 小行星2157
小行星2157（2157 Ashbrook）是一颗围绕太阳公转的小行星。1924年3月7日，卡爾·威廉·萊茵姆特在海德堡发现了此天体。
該小行星以美國天文學家約瑟夫·阿什布魯克命名。
这颗小行星的绝对星等为265.77350等。